# Custer's Revenge
Custer’s Revenge foi um polêmico jogo de vídeo game lançado para o sistema Atari 2600. Seu tema era erótico, já que foi produzido pela Mystique, empresa especializada em criar jogos pornográficos. O objetivo do jogo era fazer com que Custer – o caubói – escapasse do ataque de flechas vindas de cima atiradas pelos indígenas, para alcançar uma mulher caracterizada como indígena que está amarrada a um poste no fim da tela, e estuprá-la.
O personagem titular do jogador é baseado no tenente-coronel e major-general George Armstrong Custer, um famoso comandante da cavalaria estadunidense que é mais conhecido por sua grande derrota e morte na batalha de Little Bighorn.
Na época do lançamento, em 1982, o jogo gerou protestos nos Estados Unidos por parte de algumas organizações de direitos humanos, grupos de direitos das mulheres e dos nativos americanos, pois alegaram que Custer’s Revenge era um jogo que possuía conotação racista e misógina. O jogo foi criticado universalmente e foi descrito como um dos piores videogames já feitos.